# Weinzierl am Walde
Weinzierl am Walde là một thị xã thuộc huyện Krems-Land trong bang Niederösterreich.